# ISO 7200
ISO 7200, intitulado Technical product documentation - Data fields in title blocks and document headers é uma norma técnica definida pelo ISO que descreve formatos dos blocos de título a serem usados nos desenhos técnicos.

## Revisões
- ISO 7200:1984
- ISO 7200:2004

## Outras normas ISO relacionadas com desenho técnico
- ISO 128 for the general principles of presentation in technical drawings
- ISO 216 for paper sizes